# Nihat Şahin
Nihat Şahin (Smirne, 15 settembre 1989) è un calciatore turco, portiere del Varsak İltemir.

## Carriera

### Club
È cresciuto nelle giovanili dell'İskenderun D. Ç.

## Statistiche

### Presenze e reti nei club
Statistiche aggiornate al 30 gennaio 2017.
| Stagione               | Squadra                | Campionato             | Campionato | Campionato | Coppe nazionali | Coppe nazionali | Coppe nazionali | Coppe continentali | Coppe continentali | Coppe continentali | Altre coppe | Altre coppe | Altre coppe | Totale | Totale | Totale |
| Stagione               | Squadra                | Comp                   | Pres       | Reti       | Comp            | Pres            | Reti            | Comp               | Pres               | Reti               | Comp        | Pres        | Reti        | Pres   | Reti   |        |
| ---------------------- | ---------------------- | ---------------------- | ---------- | ---------- | --------------- | --------------- | --------------- | ------------------ | ------------------ | ------------------ | ----------- | ----------- | ----------- | ------ | ------ | ------ |
| 2007-2008              | İskenderun D. Ç.       | 2L                     | 0          | 0          | CT              | 0               | 0               |                    | -                  | -                  |             | -           | -           | 0      | 0      |        |
| 2008-gen. 2009         | İskenderun D. Ç.       | 2L                     | 0          | 0          | CT              | 0               | 0               |                    | -                  | -                  |             | -           | -           | 0      | 0      |        |
| gen.-giu. 2009         | Ofspor                 | 2L                     | 3          | -4         | CT              | 0               | 0               |                    | -                  | -                  |             | -           | -           | 3      | -4     |        |
| 2009-2010              | Ofspor                 | 2L                     | 22         | -26        | CT              | 0               | 0               |                    | -                  | -                  |             | -           | -           | 22     | -26    |        |
| 2010-2011              | Ofspor                 | 2L                     | 18         | -20        | CT              | 0               | 0               |                    | -                  | -                  |             | -           | -           | 18     | -20    |        |
| Totale Ofspor          | Totale Ofspor          | Totale Ofspor          | 43         | -50        |                 | 0               | 0               |                    | -                  | -                  |             | -           | -           | 43     | -50    |        |
| 2011-2012              | Sivasspor              | SL                     | 4          | -7         | CT              | 1               | -1              |                    | -                  | -                  |             | -           | -           | 5      | -8     |        |
| 2012-2013              | Sivasspor              | SL                     | 0          | 0          | CT              | 0               | 0               |                    | -                  | -                  |             | -           | -           | 0      | 0      |        |
| 2013-2014              | Sivasspor              | SL                     | 5          | -3         | CT              | 1               | -2              |                    | -                  | -                  |             | -           | -           | 6      | -5     |        |
| Totale Sivasspor       | Totale Sivasspor       | Totale Sivasspor       | 9          | -10        |                 | 2               | -3              |                    | -                  | -                  |             | -           | -           | 11     | -13    |        |
| 2014-2015              | Mersin İ. Yurdu        | SL                     | 22         | -32        | CT              | 1               | -4              |                    | -                  | -                  |             | -           | -           | 23     | -36    |        |
| 2015-2016              | Mersin İ. Yurdu        | SL                     | 5          | -14        | CT              | 6               | -11             |                    | -                  | -                  |             | -           | -           | 11     | -25    |        |
| Totale Mersin İ. Yurdu | Totale Mersin İ. Yurdu | Totale Mersin İ. Yurdu | 27         | -46        |                 | 7               | -15             |                    | -                  | -                  |             | -           | -           | 34     | -61    |        |
| 2016-2017              | Gençlerbirliği         | SL                     | 2          | -1         | CT              | 2               | -3              |                    | -                  | -                  |             | -           | -           | 4      | -4     |        |
| 2017-2018              | Gençlerbirliği         | SL                     | 0          | 0          | CT              | 0               | 0               |                    | -                  | -                  |             | -           | -           | 0      | 0      |        |
| Totale carriera        | Totale carriera        | Totale carriera        | 81         | -107       |                 | 11              | -21             |                    | -                  | -                  |             | -           | -           | 92     | -128   |        |